# Jørgen Buschardt
Jørgen Buschardt (4. september 1923 – 23. november 2005) var en dansk modernistisk arkitekt.
Buschardt gennemgik en håndværkeruddannelse, blev arkitekt fra Kunstakademiets Arkitektskole 1948, arbejdede nogle år i USA og var ansat på Otto Frankilds tegnestue. Da Frankild i april 1960 forlod Imperial-projektet efter uenighed med bygherren, blev det Buschardt, som færdiggjorde indretningen af bygningen.
I 1962 åbnede han egen tegnestue i Imperial-bygningen, og blandt hans opgaver var det 20-etages Hotel Sheraton, nu Scandic Copenhagen Hotel (1967-71, ombygget 2011-12) i København ikke langt fra Imperial. Og Hotel Jutlandia (1968) i Frederikshavn. Senere foretog han en nyindretning af Hotel Imperial.
Andre markante bygninger fra hans hånd er Atomenergikommissionens nu Miljøstyrelsens bygning, Strandgade 29 på Christianshavn (1965), boligkomplekset Krystalgården på Finsensvej 3-13 for Carlsberg Bryggerierne (1969, præmieret af Frederiksberg Kommune 1970), Carlsberg Forskningscenter, Gammel Carlsberg Vej 4-6 (1974-76) samt større boligkomplekser for boligselskabet Lejerbo. I 1971 fik han til opgave sammen med Erik Møller at tegne et nyt Industriens Hus, men i sidste ende blev Møller eneansvarlig for projektet.
Han stod for opførelsen af mange enfamiliehuse (f.eks. Enehøjevej 262 1963 i Nakskov) og for udvidelsen af Holte Gymnasium. Derudover stod han for bebyggelsesplaner, kontorindretning for større virksomheder samt flere opgaver for Danske Pelsauktioner i Glostrup.